# KNX广播电台
KNX (1070 AM)，是加州洛杉矶的一家中波广播电台，开播于1920年9月10日，是南加州地区最早的广播电台之一。其节目以新闻为主，发射功率为50千瓦。